# Mark Midler
Mark Midler (24. září 1931 – 31. května 2012 Moskva, Sovětský svaz) byl sovětský a ruský sportovní šermíř židovského původu, který se specializoval na šerm fleretem. Sovětský svaz reprezentoval v padesátých a šedesátých letech. Jako sovětský reprezentant zastupoval moskevskou šermířskou školu, která spadala pod Ruskou SFSR. Na olympijských hrách startoval v roce 1952, 1956, 1960 a 1964 v soutěži jednotlivců a družstev. V soutěži jednotlivců obsadil na olympijských hrách 1960 páté místo. V roce 1957 obsadil druhé a v roce 1959 a 1961 třetí místo na mistrovství světa v soutěži jednotlivců. Se sovětským družstvem fleretistů vybojoval dvě zlaté (1960, 1964) olympijské medaile a celkem vybojoval s družstvem šest titulů mistrů světa (1959, 1961, 1962, 1963, 1965, 1966).